# Memorex
Memorex è un'impresa fondata nel 1961 nella Silicon Valley. Oggi è un marchio di Imation specializzato nei dischi ottici registrabili (CD e DVD), archiviazione con memorie flash, accessori per PC e altri dispositivi elettronici.